# Olympiastützpunkt Sachsen-Anhalt
Der Olympiastützpunkt Sachsen-Anhalt ist eine sportartübergreifende Betreuungs- und Serviceeinrichtung des  Spitzensports für Bundeskaderathleten sowie deren Trainern.

## Geschichte
Der OSP Sachsen-Anhalt wurde 1992 gegründet. Der juristische Träger des Olympiastützpunktes ist der am 28. April 1992 gegründete Trägerverein des Olympiastützpunktes Sachsen-Anhalt.

## Gliederung und Struktur
Sportkomplexe des OSP befinden sich in Halle und in Magdeburg. Bundeskaderathleten (A-B-C-Kader) aus mehreren olympischen Sportarten werden durch den OSP Sachsen-Anhalt betreut.
Der OSP Sachsen-Anhalt bietet für alle Bundeskaderathleten ein ganzheitliches, sportmedizinisches, physiotherapeutisches, trainingswissenschaftliches, sportpsychologisches und soziales Betreuungsangebot. Das Sportgymnasium Halle/Saale, das Sportgymnasium Magdeburg und die Sportsekundarschule „Hans Schellheimer“ Magdeburg  sind als Eliteschulen des Sports an die Standorte des Olympiastützpunkts angebunden.